# Хассан Ранграз
Хассан Ранграз (перс. حسن رنگرز‎; нар. 21 березня 1980, Ноушахр, остан Мазендеран) — іранський борець греко-римського стилю, чемпіон та бронзовий призер чемпіонатів світу, срібний та дворазовий бронзовий призер чемпіонатів Азії, володар Кубку світу, учасник двох Олімпійських ігор.

## Життєпис
Боротьбою почав займатися з 1990 року. Був бронзовим призером чемпіонату світу серед кадетів 1996 року. У 1999 році виборов бронзову медаль на чемпіонаті світу серед юніорів, та срібну на чемпіонаті Азії серед юніорів. У 2002 році став чемпіоном світу серед студентів, а в 2005 на цих же змаганнях отримав бронзову нагороду.

## Спортивні результати на міжнародних змаганнях

### Виступи на Олімпіадах
| Змагання                    | Збірна | Вагова категорія                 | Місце |
| --------------------------- | ------ | -------------------------------- | ----- |
| Літні Олімпійські ігри 2000 | Іран   | греко-римська боротьба, до 54 кг | 14    |
| Літні Олімпійські ігри 2004 | Іран   | греко-римська боротьба, до 55 кг | 9     |

### Виступи на Чемпіонатах світу
| Змагання                        | Збірна | Вагова категорія                 | Місце  |
| ------------------------------- | ------ | -------------------------------- | ------ |
| Чемпіонат світу з боротьби 1999 | Іран   | греко-римська боротьба, до 54 кг | 32     |
| Чемпіонат світу з боротьби 2001 | Іран   | греко-римська боротьба, до 54 кг | Золото |
| Чемпіонат світу з боротьби 2002 | Іран   | греко-римська боротьба, до 55 кг | Бронза |
| Чемпіонат світу з боротьби 2003 | Іран   | греко-римська боротьба, до 55 кг | 7      |

### Виступи на Чемпіонатах Азії
| Змагання                       | Збірна | Вагова категорія                 | Місце  |
| ------------------------------ | ------ | -------------------------------- | ------ |
| Чемпіонат Азії з боротьби 2000 | Іран   | греко-римська боротьба, до 54 кг | Бронза |
| Чемпіонат Азії з боротьби 2001 | Іран   | греко-римська боротьба, до 54 кг | Срібло |
| Чемпіонат Азії з боротьби 2004 | Іран   | греко-римська боротьба, до 55 кг | Бронза |

### Виступи на Кубках світу
| Змагання                    | Збірна | Вагова категорія                 | Місце  |
| --------------------------- | ------ | -------------------------------- | ------ |
| Кубок світу з боротьби 2005 | Іран   | греко-римська боротьба, до 55 кг | Золото |

### Виступи на інших змаганнях
| Змагання                                                             | Збірна | Вагова категорія                 | Місце  |
| -------------------------------------------------------------------- | ------ | -------------------------------- | ------ |
| Олімпійський кваліфікаційний турнір з боротьби 2000 (Фаенца)         | Іран   | греко-римська боротьба, до 54 кг | 17     |
| Олімпійський кваліфікаційний турнір з боротьби 2000 (Клермон-Ферран) | Іран   | греко-римська боротьба, до 54 кг | 5      |
| Олімпійський кваліфікаційний турнір з боротьби 2000 (Колорадо)       | Іран   | греко-римська боротьба, до 54 кг | 7      |
| Чемпіонат світу з боротьби серед студентів 2002                      | Іран   | греко-римська боротьба, до 55 кг | Золото |
| Чемпіонат світу з боротьби серед студентів 2005                      | Іран   | греко-римська боротьба, до 55 кг | Срібло |

### Виступи на змаганнях молодших вікових груп
| Змагання                                      | Збірна | Вагова категорія                 | Місце  |
| --------------------------------------------- | ------ | -------------------------------- | ------ |
| Чемпіонат світу з боротьби серед юніорів 1998 | Іран   | греко-римська боротьба, до 52 кг | 13     |
| Чемпіонат Азії з боротьби серед юніорів 1999  | Іран   | греко-римська боротьба, до 54 кг | Срібло |
| Чемпіонат світу з боротьби серед юніорів 1999 | Іран   | греко-римська боротьба, до 54 кг | Бронза |
| Чемпіонат світу з боротьби серед кадетів 1996 | Іран   | греко-римська боротьба, до 51 кг | Бронза |